# 104 Геркулеса
104 Геркулеса (лат. 104 Herculis), A Геркулеса (лат. A Herculis), V669 Геркулеса (лат. V669 Herculis), HD 167006 — двойная звезда в созвездии Геркулеса на расстоянии приблизительно 560 световых лет (около 172 парсек) от Солнца.

## Характеристики
Первый компонент — красный гигант, переменная звезда спектрального класса M3III, или M0, или M4, или Ma. Видимая звёздная величина звезды — от +6,76m до +6,62m. Масса — около 1,689 солнечной, радиус — около 115,505 солнечного, светимость — около 1202,334 солнечной. Эффективная температура — около 3600 K.
Второй компонент — коричневый карлик. Масса — около 15,92 юпитерианской. Удалён в среднем на 1,781 а.е..